# هرندان
هرندان، روستایی از توابع بخش حویق شهرستان طوالش در استان گیلان ایران است.

## جمعیت
این روستا در دهستان حویق قرار دارد و براساس سرشماری مرکز آمار ایران در سال ۱۳۸۵، جمعیت آن ۲٬۵۷۶ نفر (۶۱۱خانوار) بوده‌است.
مردم این روستا به زبان ترکی آذربایجانی تکلم میکنند .